# Dia Humanista Mundial
O Dia Humanista Mundial é um feriado comemorado anualmente por humanistas ao redor do mundo no solstício de junho, que geralmente cai em 21 de junho. De acordo com a International Humanist and Ethical Union (IHEU), o dia é uma maneira de espalhar a consciência do Humanismo como uma postura de vida filosófica e meios para efetuar a mudança no mundo. Ele também é visto como um momento para humanistas reunirem-se socialmente e promover os valores positivos do Humanismo.

## História
O feriado foi desenvolvido durante a década de 1980 com vários capítulos que a American Humanist Association (AHA) começou a celebrá-lo. Na época, a data em que foi celebrado variava de data em data, com seleções como a data de fundação da IHEU, ou outras datas significativas. A partir do final dos anos 1980 para o início de 1990, a AHA e IHEU aprovaram resoluções declarando o Dia Humanista Mundial sendo no solstício de verão.

## Hoje
O dia mundial do humanismo ainda não se tornou um feriado totalmente célebre em todas as organizações humanistas, embora muitas delas estejam começando a reconhecer e planejar eventos e atividades em todo o feriado. A International Humanist and Ethical Union lista várias maneiras diferentes que os grupos humanistas nacionais e locais celebram o Dia Mundial Humanista. Por exemplo, a Associação Humanista Holandesa transmitiram curtas-metragens sobre o Dia Mundial Humanista na TV holandesa em 2012. Em 2013, o primeiro Dia Nacional Humanista foi organizado na Holanda. A Associação Humanista da Irlanda realizou leituras de poesia no parque para comemorar o dia. A Associação de Humanistas da Flórida recomendou que os grupos mantivessem as classes de Introdução ao Humanismo no Dia Mundial Humanista.

### Inglês
- Página do IHEU sobre o Dia Humanista Mundial

### Português
- site da LiHS: Liga Humanista Secular do Brasil